# 小行星93061
小行星93061（93061 Barbagallo）是一颗绕太阳运转的小行星，为主小行星带小行星。该小行星于2000年9月23日发现。
該小行星以共同發現者埃爾梅斯·哥倫比尼（Ermes Colombini）的前同事馬里亞諾·巴巴加洛（Mariano Barbagallo）命名。

## 轨道参数
小行星93061的轨道半长轴为2.5767174 UA，离心率为0.123。